# Ballykeefe Wood
Ballykeefe Wood är en skog i republiken Irland. Den ligger i grevskapet Kilkenny och provinsen Leinster, i den centrala delen av landet, 110 km sydväst om huvudstaden Dublin.